# Consandolo (stacja kolejowa)
Consandolo (włoski: Stazione di Consandolo) – stacja kolejowa w Consandolo, w regionie Emilia-Romania, we Włoszech. Znajdują się tu 2 perony. Położona jest na linii Portomaggiore – Bolonia.
| Consandolo                               |  |                                                |
| Linia Portomaggiore - Bolonia (5,000 km) |  |                                                |
| Portomaggioreodległość: 5,000 km         |  | Traghetto-Ospital Monacale odległość: 5,000 km |